# Jake Sisko
Jake Sisko és un personatge fictici de la franquícia Star Trek. Apareix a la sèrie de televisió Star Trek: Deep Space Nine (DS9) i és interpretat per l'actor Cirroc Lofton. És el fill del comandant d'Espai Profund 9, Benjamin Sisko. El personatge també apareix en diversos altres llibres, còmics i videojocs de Star Trek.

## Argument
Nascut el 2355 en Nova Orleans, Jake Sisko va aparèixer per primera vegada a l'estrena de la sèrie Deep Space Nine. En Jake es presenta com un adolescent, interpretat per Thomas Hobson, que es trasllada a l'estació Espai Profund 9 tres anys després de la mort de la seva mare a bord de l'USS "Saratoga" a la batalla de Wolf 359. A l'episodi de la segona temporada "Shadowplay", l'edat d'en Jake s'indica com a 15 anys. Això el situa al voltant dels 20 anys al final de la sèrie.
A l'estació, en Jake es fa amic d'un ferengi anomenat Nog, fill de Rom, malgrat la desaprovació dels seus dos pares. Quan Rom treu en Nog de l'escola de Keiko O'Brien, en Jake li dóna classes particulars en secret.
En Jake aspira a ser escriptor, tot i que va rebutjar una beca per a l'Escola Pennington (Nova Zelanda) el 2371. Va sortir breument amb una noia dabo bajorana anomenada Mardah en contra dels desitjos del seu pare, que avergonyeix en Jake revelant la seva inclinació per les feines i la poesia dom-jot. L'any 2372, en Jake va escriure un esborrany de la seva primera novel·la, Anslem, sota la influència d'Onaya, una dona alienígena seductora que s'alimenta d'energia neuronal creativa mitjançant l'absorció tàctil a través del crani («The Muse»).
Quan en Jake es va convertir en un jove adult, va sentir la necessitat d'independència i es va mudar de les estances del seu pare per companys de pis amb en Nog, ara un cadet de l'Acadèmia de la Flota Estel·lar a la «DS9» per estudiar sobre el terreny. La deixadesa d'en Jake i la pulcritud recentment descoberta d'en Nog inicialment tensen la seva amistat, fins que Benjamin Sisko,  comandant d'en Nog i pare d'en Jake, els ordena que resolguin les seves diferències.
En una línia de temps alternativa ("The Visitor"), Benjamin Sisko és empès a una estranya dimensió subespacial després de ser colpejat per un raig d'energia errant a la sala de màquines de l'USS Defiant. Després de l'accident, es presumeix que Sisko és mort, però més tard s'apareix a Jake diverses vegades al llarg de la seva vida. Després d'una curta però reeixida carrera com a novel·lista (inclosa la publicació d' "Anslem"), Jake va passar la resta de la seva vida intentant entendre i revertir l'accident. Jake va descobrir que, com que el seu pare i ell estaven molt a prop quan va ocórrer l'accident, un estrany efecte secundari ha estat fent que Jake actuï com una mena d'àncora del seu pare al subespai al llarg dels anys, arrossegant ocasionalment Benjamin Sisko al món real. Jake va determinar que si se suïcidava durant una d'aquestes visites, la connexió es tallaria i Ben tornaria al moment de l'accident. Quan s'està morint (per causes naturals, com a vell), Jake allibera el seu pare durant una última "visita" i el seu pare torna al passat, esquiva el raig d'energia i impedeix que aquesta línia de temps es produeixi (en aquest episodi, en Jake, com a home gran, és interpretat per Tony Todd).
Jake presenta al seu pare al capità de carguer Kasidy Yates, amb qui en Benjamin s'involucra romànticament i es casa durant els últims mesos de la Guerra del Domini. Durant l'ocupació del Domini d' "Espai Profund 9", Jake hi roman i treballa com a reporter del Servei de Notícies de la Federació, tot i que la major part del seu treball és suprimit per Weyoun i les autoritats del Domini. Tanmateix, és capaç d'enviar missatges en secret al seu pare a través de Morn.
Jake Sisko no té cap contrapart a l'univers mirall. Existeixen contraparts mirall de Benjamin i Jennifer allà, però se separen sense tenir un fill.
Al final de la sèrie, el seu pare s'uneix als Profetes, deixant Jake i Kasidy a "DS9" per a l'escena final de la sèrie. No és clar si hi romanen.